# Alistra radleyi
Alistra radleyi är en spindelart som först beskrevs av Simon 1898.  Alistra radleyi ingår i släktet Alistra och familjen panflöjtsspindlar.
Artens utbredningsområde är Sri Lanka. Inga underarter finns listade i Catalogue of Life.